# Shigeo Ogawa
Shigeo Ogawa (Tajimi, 1917 – 1992) è stato un imprenditore giapponese.

## Biografia
Nato nel 1917 a Tajimi, prefettura di Gifu, da bambino era attratto dalle macchine. Iscrittosi ad una scuola tecnica industriale acquisì i fondamenti tecnici dell'epoca. Ricevette un premio ad una fiera di scienza e tecnica per il modello di motore che in seguito produsse. Ricevette dalla Federazione Aeronautica Internazionale il Paul Tissandier Diploma nel 1984, il massimo riconoscimento nell'aviazione civile. Anche conosciuto in  Giappone come cultore di motori a vapore, fondò nel 1936 la O.S. Engines.